# Campeonato Acreano 2008
In 2008 werd het 79ste Campeonato Acreano gespeeld voor clubs uit de Braziliaanse staat Acre. De competitie werd georganiseerd door de Federação de Futebol do Estado do Acre en werd gespeeld van 23 maart tot 15 juni. Er werden twee toernooien gespeeld, omdat Rio Branco beide won was er geen finale om de titel nodig. 

## Eerste toernooi
| Plaats | Club              | Wed. | W | G | V | Saldo | Ptn. |
| ------ | ----------------- | ---- | - | - | - | ----- | ---- |
| 1.     | Rio Branco        | 8    | 7 | 0 | 1 | 31:11 | 21   |
| 2.     | Juventus          | 8    | 6 | 2 | 0 | 19:6  | 20   |
| 3.     | Plácido de Castro | 8    | 5 | 1 | 2 | 15:9  | 16   |
| 4.     | Náuas             | 8    | 3 | 2 | 3 | 17:18 | 11   |
| 5.     | ADESG             | 8    | 3 | 1 | 4 | 13:13 | 10   |
| 6.     | Independência     | 8    | 3 | 1 | 4 | 14:20 | 10   |
| 7.     | Vasco da Gama     | 8    | 3 | 0 | 5 | 13:17 | 9    |
| 8.     | São Francisco     | 8    | 1 | 1 | 6 | 7:20  | 4    |
| 9.     | Atlético          | 8    | 1 | 0 | 7 | 6:21  | 3    |

|  | Geplaatst voor finale, tweede toernooi en Série C 2008 |
|  | Geplaatst voor tweede toernooi                         |

## Tweede toernooi
| Plaats | Club              | Wed. | W | G | V | Saldo | Ptn. |
| ------ | ----------------- | ---- | - | - | - | ----- | ---- |
| 1.     | Rio Branco        | 5    | 5 | 0 | 0 | 11:4  | 15   |
| 2.     | Juventus          | 5    | 4 | 0 | 1 | 14:5  | 12   |
| 3.     | Náuas             | 5    | 3 | 0 | 2 | 10:7  | 9    |
| 4.     | Independência     | 5    | 2 | 0 | 3 | 9:13  | 6    |
| 5.     | Plácido de Castro | 5    | 0 | 1 | 4 | 4:9   | 1    |
| 6.     | ADESG             | 5    | 0 | 1 | 4 | 6:16  | 1    |

|  | Geplaatst voor finale |

### Kampioen
| Campeonato Acreano de 2008      |
| Acre                            |
| ------------------------------- |
| RIO BRANCO Kampioen (40° titel) |